# 柴田よしき
柴田 よしき（しばた よしき、1959年10月14日 -）は、日本の小説家・推理作家。『RIKO - 女神の永遠』で第15回横溝正史賞を受賞。

## 経歴・人物
出身は東京都の下町。青山学院大学文学部フランス文学科卒業。被服会社、病院、出版社などに勤務し、結婚、出産の後に退職、子育ての傍ら執筆活動を始める。1995年、『RIKO - 女神の永遠』で第15回横溝正史賞（現在の横溝正史ミステリ大賞）を受賞してデビューする。1998年、第51回日本推理作家協会賞短編および連作短編集部門で『切り取られた笑顔』が候補作に選ばれる。2001年、第54回日本推理作家協会賞長編および連作短編集部門で『フォー・ユア・プレジャー』が候補作に選ばれる。作風は多彩で、警察小説のRIKOシリーズなど、いわゆる女探偵ハードボイルド系統に近いものから、猫探偵正太郎シリーズなどコージー・ミステリの枠に入るもの、SF、ホラーまで幅広い。20年あまり京都府に住んでいたが、2004年から神奈川県在住。東京ヤクルトスワローズのファンである。

## 作品リスト

### RIKOシリーズ
- RIKO - 女神の永遠（1995年5月 角川書店 / 1997年10月 角川文庫）
- 聖母の深き淵（1996年5月 角川書店 / 1998年3月 角川文庫）
- 月神の浅き夢（1998年1月 角川書店 / 2000年5月 角川文庫）

### 花咲慎一郎シリーズ
RIKOシリーズの登場人物・山内練が絡むスピンオフ作品
- フォー・ディア・ライフ（1998年4月 講談社 / 2001年10月 講談社文庫）
- フォー・ユア・プレジャー（2000年8月 講談社 / 2003年8月 講談社文庫）
- シーセッド・ヒーセッド（2005年4月 実業之日本社 / 2008年7月 講談社文庫）
- ア・ソング・フォー・ユー（2007年9月 実業之日本社 / 2014年12月 講談社文庫）
- ドント・ストップ・ザ・ダンス（2009年7月 実業之日本社 / 2016年8月 講談社文庫）

### 麻生龍太郎シリーズ
RIKOシリーズの登場人物・麻生が主人公のスピンオフ作品
- 聖なる黒夜（2002年10月 角川書店 / 2006年10月 角川書店【上・下】）
  - 文庫版上巻には「歩道」、下巻には「ガラスの蝶々」という単行本未収録の短編を追加収録
- 所轄刑事・麻生龍太郎（2007年1月 新潮社 / 2009年8月 新潮文庫 / 2022年7月 角川文庫）
  - 角川文庫版には「小綬鶏」を追加収録
- 私立探偵・麻生龍太郎（2009年2月 角川書店 / 2011年9月 角川文庫）

### 炎都シリーズ
- 炎都（1997年2月 トクマ・ノベルズ / 2000年11月 徳間文庫）
- 禍都（1997年8月 トクマ・ノベルズ / 2001年8月 徳間文庫）
- 遙都 - 渾沌出現（1999年3月 トクマ・ノベルズ / 2002年8月 徳間文庫）
- 宙都 第一之書 - 美しき民の伝説（2001年7月 トクマ・ノベルズ）
- 宙都 第二之書 - 海から来たりしもの（2002年1月 トクマ・ノベルズ）
- 宙都 第三之書 - 風神飛来（2002年7月 トクマ・ノベルズ）
- 宙都 第四之書 - 邪なるものの勝利（2004年6月 トクマ・ノベルズ）

### 猫探偵正太郎シリーズ
- 柚木野山荘の惨劇（1998年4月 角川書店）
  - 【改題】ゆきの山荘の惨劇（2000年10月 角川文庫）
  - 【再改題】ゆきの山荘の惨劇 - 猫探偵正太郎登場（2017年6月 光文社文庫）
- 消える密室の殺人（2001年2月 角川文庫）
  - 【改題】消える密室の殺人 - 猫探偵正太郎上京（2018年6月 光文社文庫）
- 風精（ゼフィルス）の棲む場所[9]（2001年8月 原書房 / 2005年6月 光文社文庫 / 2012年9月 光文社文庫【新装版】）
- 猫は密室でジャンプする - 猫探偵正太郎の冒険 1（2001年12月 光文社カッパノベルス / 2004年12月 光文社文庫）
- 猫は聖夜に推理する - 猫探偵正太郎の冒険 2（2002年12月 光文社カッパノベルス / 2005年11月 光文社文庫）
- 猫はこたつで丸くなる - 猫探偵正太郎の冒険 3（2004年1月 光文社カッパノベルス / 2006年2月 光文社文庫）
- 猫は引っ越しで顔あらう - 猫探偵正太郎の冒険 4（2006年6月 光文社文庫）
- 猫は毒殺に関与しない - 猫探偵正太郎の冒険 5（2016年11月 光文社文庫）

### R-0シリーズ
- ゆび（1999年7月 祥伝社文庫） - 2005年、週刊少年チャンピオンで吉村一八・近藤豪志により漫画化（詳しくは「ゆび (漫画)」を参照）
- 0（ゼロ）（2001年1月 祥伝社文庫）
- R-0 Amour リアルゼロ・アムール（2001年9月 祥伝社文庫）
- R-0 Bete noire リアルゼロ・ベトノワール（2002年2月 祥伝社文庫）

### ララシリーズ
- 星の海を君と泳ごう 時の鐘を君と鳴らそう（2000年3月 アスキーメディアワークス）
  - 【分冊】星の海を君と泳ごう（2006年8月 光文社文庫）
  - 【分冊】時の鐘を君と鳴らそう（2006年10月 光文社文庫）
- 宙の詩を君と謳おう（2007年3月 光文社文庫）

### 成瀬歌義シリーズ
猫探偵正太郎シリーズの登場人物・浅間寺龍之介の教え子が主人公のスピンオフ作品
- 桜さがし（2000年5月 集英社 / 2003年3月 集英社文庫 / 2012年3月 文春文庫）
- 流星さがし（2009年8月 光文社 / 2023年5月 光文社文庫）

### ばんざい屋シリーズ
- ふたたびの虹[10]（2001年9月 祥伝社 / 2004年6月 祥伝社文庫）
- 竜の涙 ばんざい屋の夜（2010年2月 祥伝社 / 2012年10月 祥伝社文庫）

### 下澤唯シリーズ
- 観覧車（2003年2月 祥伝社 / 2005年6月 祥伝社文庫）
- 回転木馬（2007年3月 祥伝社 / 2010年7月 祥伝社文庫）

### お勝手のあんシリーズ
- お勝手のあん（2019年12月 ハルキ文庫）
- あんの青春 春を待つころ お勝手のあん（2020年6月 ハルキ文庫）
- あんの青春 若葉の季 お勝手のあん（2020年12月 ハルキ文庫）
- あんのまごころ お勝手のあん（2021年6月 ハルキ文庫）
- あんの夢 お勝手のあん（2021年12月 ハルキ文庫）
- あんの信じるもの お勝手のあん（2022年6月 ハルキ文庫）
- あんの明日 お勝手のあん（2022年12月 ハルキ文庫）
- あんとほうき星 お勝手のあん（2023年6月 ハルキ文庫）
- 別れの季節 お勝手のあん（2024年2月 ハルキ文庫）
- あらたなる日々 お勝手のあん（2024年9月 ハルキ文庫）
- 迷うこころ お勝手のあん（2025年2月 ハルキ文庫）
- あんと女剣士 お勝手のあん（2025年8月 ハルキ文庫）

### 高原カフェ日誌シリーズ
- 風のベーコンサンド 高原カフェ日誌（2014年12月 文藝春秋 / 2018年4月 文春文庫）
- 草原のコック・オー・ヴァン 高原カフェ日誌II（2018年9月 文春文庫）

### シリーズ外作品

#### 1990年代
- 少女達がいた街（1997年2月 角川書店 / 1999年4月 角川文庫）
- RED RAIN（1998年6月 角川春樹事務所 / 1999年11月 ハルキ文庫）
- 紫のアリス（1998年7月 廣済堂出版 / 2000年11月 文春文庫）
- ラスト・レース（1998年11月 実業之日本社 / 2001年5月 文春文庫）
- Miss You（1999年6月 文藝春秋 / 2002年5月 文春文庫）

#### 2000年代
- 象牙色の眠り（2000年2月 廣済堂出版 / 2003年5月 文春文庫）
  - 【改題】象牙色の眠り 京都洛東連続死の謎（2018年6月 徳間文庫）
- 貴船菊の白（2000年3月 実業之日本社 / 2003年1月 新潮文庫 / 2009年6月 祥伝社文庫）
- Pink（2000年10月 双葉社 / 2002年12月 双葉文庫 / 2009年9月 文春文庫）
- 淑女の休日（2001年5月 実業之日本社 / 2006年3月 文春文庫）
- 猫と魚、あたしと恋（2001年10月 イースト・プレス / 2004年9月 光文社文庫）
- Close to You（2001年10月 文藝春秋 / 2004年10月 文春文庫）
- 残響（2001年11月 新潮社 / 2005年2月 新潮文庫）
- Vヴィレッジの殺人（2001年11月 祥伝社文庫）
- ミスティー・レイン（2002年3月 角川書店 / 2005年10月 角川文庫）
  - 【改題】恋雨（2013年11月 文春文庫）
- 好きよ（2002年8月 双葉社 / 2007年11月 文春文庫）
- 蛇（ジャー）（2003年11月 トクマ・ノベルズ【上・下】 / 2007年9月 徳間文庫【上・下】）
- クリスマスローズの殺人[11]（2003年12月 原書房 / 2006年12月 祥伝社文庫）
- 水底の森（2004年2月 集英社 / 2007年8月 集英社文庫【上・下】 / 2011年4月 文春文庫【上・下】）
- 太陽の刃、海の夢（2004年7月 祥伝社ノン・ノベル）
- ワーキングガール・ウォーズ（2004年10月 新潮社 / 2007年4月 新潮文庫 / 2023年1月 徳間文庫）
- 窓際の死神（アンクー）（2004年12月 双葉社 / 2008年2月 新潮文庫）
  - 【改題】ランチタイムは死神と（2014年1月 徳間文庫）
- 夜夢（2005年3月 祥伝社 / 2007年9月 祥伝社文庫）
- 激流（2005年10月 徳間書店 / 2009年3月 徳間文庫【上・下】）
- 銀の砂（2006年8月 光文社）
- 求愛（2006年9月 徳間書店 / 2010年5月 徳間文庫 / 2020年9月 徳間文庫【新装版】）
- 小袖日記（2007年4月 文藝春秋 / 2010年7月 文春文庫 / 2022年4月 文春文庫【新装版】）
- 朝顔はまだ咲かない - 小夏と秋の絵日記（2007年7月 東京創元社 / 2010年9月 創元推理文庫）
- やってられない月曜日[12]（2007年8月 新潮社 / 2010年7月 新潮文庫）
  - 【改題】ワーキングガール・ウォーズ やってられない月曜日（2023年3月 徳間文庫）
- 謎の転倒犬 - 石狩くんと（株）魔泉洞（2008年5月 東京創元社）
  - 【改題】ぼくとユーレイの占いな日々 - 石狩くんと株式会社魔泉洞（2013年2月 創元推理文庫）
- 神の狩人 - 2031探偵物語（2008年6月 文藝春秋 / 2010年8月 文春文庫）
- いつか響く足音（2009年11月 新潮社 / 2012年5月 新潮文庫）

#### 2010年代
- 桃色東京塔（2010年5月 文藝春秋 / 2012年11月 文春文庫）
- 輝跡（2010年9月 講談社 / 2018年2月 文春文庫）
- クロス・ファイヤー（2012年2月 徳間書店 / 2013年12月 徳間文庫）
- 夢より短い旅の果て（2012年6月 角川書店）
  - 【改題】夢より短い旅の果て 鉄道旅ミステリ1（2015年9月 角川文庫）
- 自滅（2014年12月 角川書店 / 2022年10月 角川文庫）
- 愛より優しい旅の空 鉄道旅ミステリ2[13]（2015年11月 角川文庫）
- 女性作家（2016年6月 光文社文庫）
- あおぞら町 春子さんの冒険と推理（2016年8月 原書房 / 2022年3月 コスミック文庫）
- 青光の街（ブルーライト・タウン）（2016年10月 ハヤカワ・ミステリワールド）
  - 【改題】青光（ブルーライト）（2019年9月 ハヤカワ文庫JA ）
- さまよえる古道具屋の物語（2016年12月 新潮社 / 2023年3月 文春文庫）
- 風味さんのカメラ日和（2017年8月 文春文庫）
- ねこ町駅前商店街日々便り（2017年11月 祥伝社）
  - 【改題】ねこまち日々便り（2023年5月 祥伝社文庫【上・下】）
- チェンジ！（2018年7月 ハルキ文庫）

### 連載中作品
- 園長探偵　花咲慎一郎の事件簿（『Webジェイ・ノベル』2017年11月14日発信分 - ）

### 連載終了作品
- 85センチの向こう岸（『NIKKEI NET』2008年）
- 白い戦場（『小説宝石』2010年8月号 - 2015年10月号）※成瀬歌義シリーズ
- 恋の神様はお昼休み中（『IN★POCKET』2012年5月号 - 2016年1月号）
- わらし花子と涼菜の憂鬱（『文蔵』2013年5月号 - 2016年8月号）
- 海は灰色（角川書店・電子書籍）※麻生龍太郎シリーズ
- 君がいた夏は（『月刊ジェイ・ノベル』2015年7月号 - ）

### アンソロジー・リレー小説・共著
「」内が収録されている柴田よしきの作品
- ザ・ベストミステリーズ 1998 推理小説年鑑（1998年6月 講談社）「切りとられた笑顔」
  - 【分冊・改題】完全犯罪証明書 ミステリー傑作選39（2001年4月 講談社文庫）
- 金田一耕助の新たな挑戦（1996年2月 カドカワノベルズ / 1997年9月 角川文庫）「金田一耕助最後の事件」
- 白のミステリー（1997年12月 光文社）「貴船菊の白」
  - 【改題・再編集】恐怖の化粧箱（1999年10月 光文社文庫）
- 不条理な殺人（1998年7月 祥伝社文庫）「切りとられた笑顔」
- 新世紀「謎」倶楽部（1998年8月 角川書店 / 2001年8月 角川文庫）「観覧車」
- ミステリを書く！（1998年10月 ビレッジセンター出版局 / 2002年2月 小学館文庫）「生身の女、等身大の女性を書く」- インタビュー集
- 堕天使殺人事件（1999年9月 角川書店 / 2002年5月 角川書店）「第二章 天使の婚礼」- 新世紀「謎」倶楽部によるリレー小説
- 金曜の夜は､ラブミステリー（2000年1月 王様文庫）「誰かに似た人」
- 血の12幻想（2000年4月 エニックス / 2002年4月 講談社文庫）「夕焼け小焼け」
- 前夜祭（2000年6月 角川書店）「第四章 死体は呼び出しを受ける」- 芦辺拓、西澤保彦らとのリレー小説
- 密室殺人大百科【下】時の結ぶ密室（2000年7月 原書房）「正太郎と田舎の事件」
  - 【改題】密室殺人大百科【下】（2003年9月 講談社文庫）
- 本格ミステリ01（2001年7月 講談社ノベルス）「正太郎と井戸端会議の冒険」
  - 【改題・分冊】透明な貴婦人の謎（2005年1月 講談社文庫）
- 名探偵で行こう（2001年9月 光文社カッパ・ノベルス / 2004年6月 光文社文庫）「2031探偵物語 秘密」
- 密室レシピ（2002年3月 角川スニーカー文庫）「正太郎と冷たい方程式」
- 恐怖症 - 異形コレクション（2002年5月 光文社文庫）「つぶつぶ」
- 京都 愛憎の旅（2002年5月 徳間文庫）「七月の喧噪」
- 金田一耕助に捧ぐ九つの狂想曲（2002年6月 角川書店 / 2012年11月 角川文庫）「鳥辺野の午後」
- 紅迷宮（2002年6月 祥伝社文庫）「どろぼう猫」
- 紅と蒼の恐怖（2002年8月 祥伝社ノン・ノベル）「毒殺」
- 邪香草（2003年4月 祥伝社文庫）「願い」
- 恐怖 Little selections あなたのための小さな物語（2003年4月 ポプラ社）「切り取られた笑顔」
- 推理作家になりたくて第1巻 マイベストミステリー 匠（2003年6月 文藝春秋）「聖夜の憂鬱」、書き下ろしエッセイ「無限のイマジネーションと日常の小さな謎」
- 暗闇を追いかけろ（2004年11月 光文社カッパ・ノベルス / 2008年5月 光文社文庫）「願い」
- 恋は罪つくり 恋愛ミステリー傑作選（2005年7月 光文社文庫）「そこにいた理由」
- 最後の恋（2005年12月 新潮社）「LAST LOVE」
  - 【改題】最後の恋 つまり、自分史上最高の恋。（2008年12月 新潮文庫）
- 小説こちら葛飾区亀有公園前派出所（2007年5月 集英社 / 2011年5月 集英社文庫）「一杯の賭け蕎麦 - 花咲慎一郎、両津勘吉に遭遇す」
- マイ・ベスト・ミステリーI（2007年8月 文春文庫）「聖夜の憂鬱」
- 不思議の足跡（2007年10月 光文社カッパノベルス / 2011年4月 光文社文庫）「隠されていたもの」
- 暗闇を見よ（2010年11月 光文社カッパ・ノベルス / 2015年4月 光文社文庫）「雪を待つ朝」
- ミステリーの書き方（2010年11月 幻冬舎 / 2015年10月 幻冬舎文庫）※執筆作法「登場人物に生きた個性を与えるには」
- 坂木司リクエスト！ 和菓子のアンソロジー（2013年1月 光文社 / 2014年6月 光文社文庫）「融雪」
- 私がデビューしたころ ミステリ作家51人の始まり（2014年6月 東京創元社）※エッセイアンソロジー「やっと思春期？」
- タッグ 私の相棒（2015年6月 角川春樹事務所） 「真夜中の相棒」
- アンソロジー 捨てる（2015年11月 文藝春秋 / 2018年10月 文春文庫） 「花子さんと、捨てられた白い花の冒険」
- 毒殺協奏曲（2016年6月 原書房 / 2019年1月 PHP文芸文庫）「猫は毒殺に関与しない」
- アンソロジー 隠す（2017年2月 文藝春秋 / 2019年11月 文春文庫）「理由」
- 迷―まよう― アンソロジー（2017年7月 新潮社 / 2021年12月 実業之日本社文庫）「迷蝶」
- 推理作家謎友録 日本推理作家協会70周年記念エッセイ（2017年8月 角川文庫）※エッセイアンソロジー「老後の楽しみ、みつけました」
- 怪を編む ショートショート・アンソロジー（2018年4月 光文社文庫）「見つめるひと」
- ザ・ベストミステリーズ 2018 推理小説年鑑（2018年5月 講談社）「理由」
  - 【再編集・改題】ベスト8ミステリーズ 2017（2021年4月 講談社文庫）
- 沈黙の狂詩曲（2019年11月 光文社）「迷蝶」
  - 【分冊・改題】沈黙の狂詩曲 精華編 Vol.2（2021年6月 光文社文庫）
- アンソロジー 初恋（2019年12月 実業之日本社文庫）「再会」
- 注文の多い料理小説集（2020年4月 文春文庫）「どっしりふわふわ」
- 11の秘密 ラスト・メッセージ（2021年12月 ポプラ社）「猫への遺言」
  - 【改題】これが最後のおたよりです（2025年2月 ポプラ文庫）
- おいしい旅 想い出編（2022年7月 角川文庫）「あの日の味は」
- おいしい旅 しあわせ編（2023年10月 角川文庫）「夕日と奥さんのお話」

## メディア・ミックス

### 映画
- 女刑事RIKO 聖母の深き淵（1998年4月25日公開、配給：エース・ピクチャーズ、監督：井坂聡、主演：滝沢涼子、原作：聖母の深き淵）

### オリジナルビデオ
- 女刑事RIKO 女神の永遠（1998年10月9日発売、東映ビデオ、監督：井坂聡、主演：滝沢涼子、原作：RIKO - 女神の永遠） ※上記映画続編

### テレビドラマ
テレビ朝日系
- 土曜ワイド劇場
  - 刑事村上緑子、警察官連続殺人（2003年3月8日、主演：かたせ梨乃、原作：月神の浅き夢）

NHK総合
- よるドラ
  - 七色のおばんざい（2005年6月20日 - 7月28日、全24話、主演：相田翔子、原作：ふたたびの虹 / 花のゆりかご）

- ドラマ10
  - 激流〜私を憶えていますか?〜（2013年6月25日 - 8月13日、全8話、主演：田中麗奈、原作：激流）

日本テレビ系
- DRAMA COMPLEX
  - 保育士探偵危機100発！（2006年6月6日、主演：高橋克典、原作：シーセッド・ヒーセッド）

フジテレビ系
- 世にも奇妙な物語 秋の特別編「ゴミ女」（2007年10月2日、主演：松下由樹、原作：隠されていたもの）
- 金曜プレステージ
  - 私立探偵・下澤唯（2011年7月22日、主演：高島礼子、原作：観覧車 / 回転木馬）

テレビ東京系
- 保育探偵25時〜花咲慎一郎は眠れない!!〜（2015年1月16日 - 3月13日、主演：山口智充、原作：花咲慎一郎シリーズ）

### ラジオドラマ
- 竜の涙 ばんざい屋の夜（2013年4月14日-5月19日、全6回、NHKラジオ第一｢新日曜名作座」枠で放送、出演：西田敏行、竹下景子、原作：竜の涙 ばんざい屋の夜）